# Jean Amrouche
Jean Amrouche, cuyo verdadero nombre es Jean El-Mouhouv (Ighil Ali, Argelia, 7 de febrero de 1906 – París, 16 de abril de 1962), fue escritor, periodista literario y hombre de la radio de habla francesa. Hijo de Fadhma Ait Mansour Amrouche y hermano de la escritora Taos Amrouche.

## Biografía

### Orígenes
Jean Amrouche provenía de una familia cabilia cristianizada de la Cabilia, en Argelia, en aquel momento una colonia francesa. Sus padres, Antoine-Belkacem Amrouche (circa 1880–1958) y Marguerite Fadhma Aït Mansour (circa 1882–1967) son cabilios conversos al catolicismo en su juventud, antes de casarse aproximadamente en 1898.
Nació en un pueblo de las montañas Bibans, al sur del valle del Soummam, que por entonces pertenecía a la comuna mixta de Akbou. Debido a un temporal de nieve y frío, su nacimiento fue inscrito en el registro el 13 de febrero de 1906, seis días después de su nacimiento real.
En 1910, su familia abandonó Cabilia para establecerse en Túnez en el Protectorado francés de Túnez; con lo que se obtiene la nacionalidad francesa por pleno derecho.

### Educación  y carrera de profesor
En 1921, después de «brillantes estudios secundarios", en el Colegio Alaoui, Jean ingresó en la Escuela Normal de Maestros de Túnez, y en 1924 fue nombrado maestro en Susa. Ingresó en la École normale supérieure de Saint-Cloud, y estudió allí durante tres años a partir de 1925.
A continuación, fue nombrado profesor de Humanidades en las escuelas secundarias en Susa, Annaba y Túnez, donde trabó amistad con el poeta Armand Guibert, y publicó sus primeros poemas en 1934 y en 1937. Se casó con Suzanne Molbert colega de Túnez, profesora de letras clásicas y la familia se estableció en Argel desde 1840.

### Carrera radiofónica y literaria
Jean Amrouche realizó simultáneamente programas literarios para la estación Tunis-RTT (1938–1939).
Durante la Segunda Guerra Mundial, conoció a André Gide en Túnez, luego se unió a los círculos gaullistas en Argel, donde en 1943–1944 trabajó para Radio France, una estación que sucedió a Vichy Radio Alger.
A partir de febrero de 1944 hasta febrero de 1945, en Argel, y desde 1945 a junio de 1947 en París, Jean Amrouche fue el editor de la revista literaria L'Arche, editado por Edmond Charlot, quien publicó los grandes nombres de la literatura francesa (Antonin Artaud, Maurice Blanchot, Joë Bousquet, Roger Caillois, Albert Camus, René Char, Jean Cocteau, André Gide, Julien Green, Pierre Jean Jouve, Henri Michaux, Jean Paulhan, Francis Ponge, etc.).
También trabajó para la Radiodiffusion-Télévision Française de 1944 a 1959; en sus emisiones, invitó a pensadores (Gaston Bachelard, Roland Barthes, Maurice Merleau-Ponty, Edgar Morin, Jean Starobinski, Jean Wahl), poetas y novelistas (Pierre Emmanuel, Kateb Yacine) y pintores (Charles Lapicque).
Fue el inventor de un nuevo tipo de radio con su serie de entrevistas, incluyendo treinta y cuatro entrevistas con André Gide (1949), cuarenta y dos  con Paul Claudel (1951), cuarenta  con François Mauriac (1952–1953) y doce con Giuseppe Ungaretti (1955–1956).

## Obras

### Poesía
- Jean Amrouche, Cendres, Poèmes (1928–1934), París, ed. L’Harmattan, coll. Écritures arabes, 1983.
- Jean Amrouche, Étoile secrète [1934], ed. L’Harmattan, coll. Écritures arabes, 1983.
- Amrouche Amrouche, Chants Berbères de Kabylie. Poésie et théâtre, París, L’Harmattan, coll. Écritures arabes, 1996.
- Étore, impression et typographie de Henri Chabloz à Renens (Suiza), tirada limitada, 1960 (reeditada por Études méditerranéennes, no 9, París, mayo 1961 y por Tunisie Rêve de partages, París, Omnibus, 2004)
- Espoir et Parole, poemas agerianos recopilados por Denise Barrat, París, Pierre Seghers éditeur, 1963 [incluye los poemas Ébauche d'un chant de guerre, a la memoria de Larbi Ben M'hidi, muerto en prisión el 4 de marzo de 1957, y Le combat algérien (escrito en junio de 1958), publicado por primera vez en revistas.

### Ensayo
- « L'Éternel Jugurtha », en L'Arche, 1946, no 13, (reeditado en Algérie, un rêve de fraternité, París, Omnibus, 1998.

### Periodismo
- Journal (1928–1962),editado y presentado por Tassadit Yacine Titouh, Éditions Non Lieu, 2009.

### Correspondencia
- Con Jules Roy : D'une amitié. Aix-en-Provence, Édisud, 1984.
- Con André Gide : Gide & Amrouche. Correspondance (1928–1950), edición de Pierre Masson y Guy Dugas, Lion, PUL, 2010, ISBN 978-2-7297-0832-0

### Antologías
- Une anthologie des poésies arabes, imágenes de Rachid Koraïchi, (poèmes choisis par Farouk Mardam-Bey et Waciny Laredj, calligraphies d'Abdallah Akkar et Ghani Alani), París, Éditions Thierry Magnier, 2014 [poème: Le vent] (ISBN 978-2-36474-536-0)